# Viver Mal
Viver Mal (internationaler Titel: Living Bad) ist ein Spielfilm von João Canijo aus dem Jahr 2023. Das Drama porträtiert ein Wochenende lang verschiedene Gäste eines Hotels an der portugiesischen Nordküste. Der Regisseur ließ sich dabei frei nach Motiven aus Theaterstücken August Strindbergs inspirieren. Parallel stellte Canijo mit Mal Viver (Bad Living) einen weiteren Spielfilm fertig, in dem der Fokus auf die Hotelbesitzerfamilie ausgerichtet ist.
Die portugiesisch-französische Koproduktion soll im Februar 2023 im Rahmen der Internationalen Filmfestspiele Berlin uraufgeführt werden. Ein Kinostart in Portugal für beide Filme wurde auf den Mai desselben Jahres festgelegt.

## Handlung
Ein von Frauen geführtes Hotel an der nördlichen Küste Portugals heißt an einem Wochenende verschiedene Gäste willkommen. Unter diesen befindet sich ein Mann, der zwischen der Gegenwart seiner Ehefrau und dem Platz, den seine Mutter zwischen ihnen einnimmt, hin- und hergerissen ist. Das Paar steht dadurch kurz vor der Trennung. Eine andere Mutter ermutigt ihre Tochter zu einer Heirat, um mit ihrem zukünftigen Schwiegersohn die eigene Liebesbeziehung weiter aufrechterhalten zu können. Eine andere Mutter verhindert das persönliche Glück ihrer Tochter, indem sie ihre Wünsche auf deren Leben projiziert.

## Entstehungsgeschichte

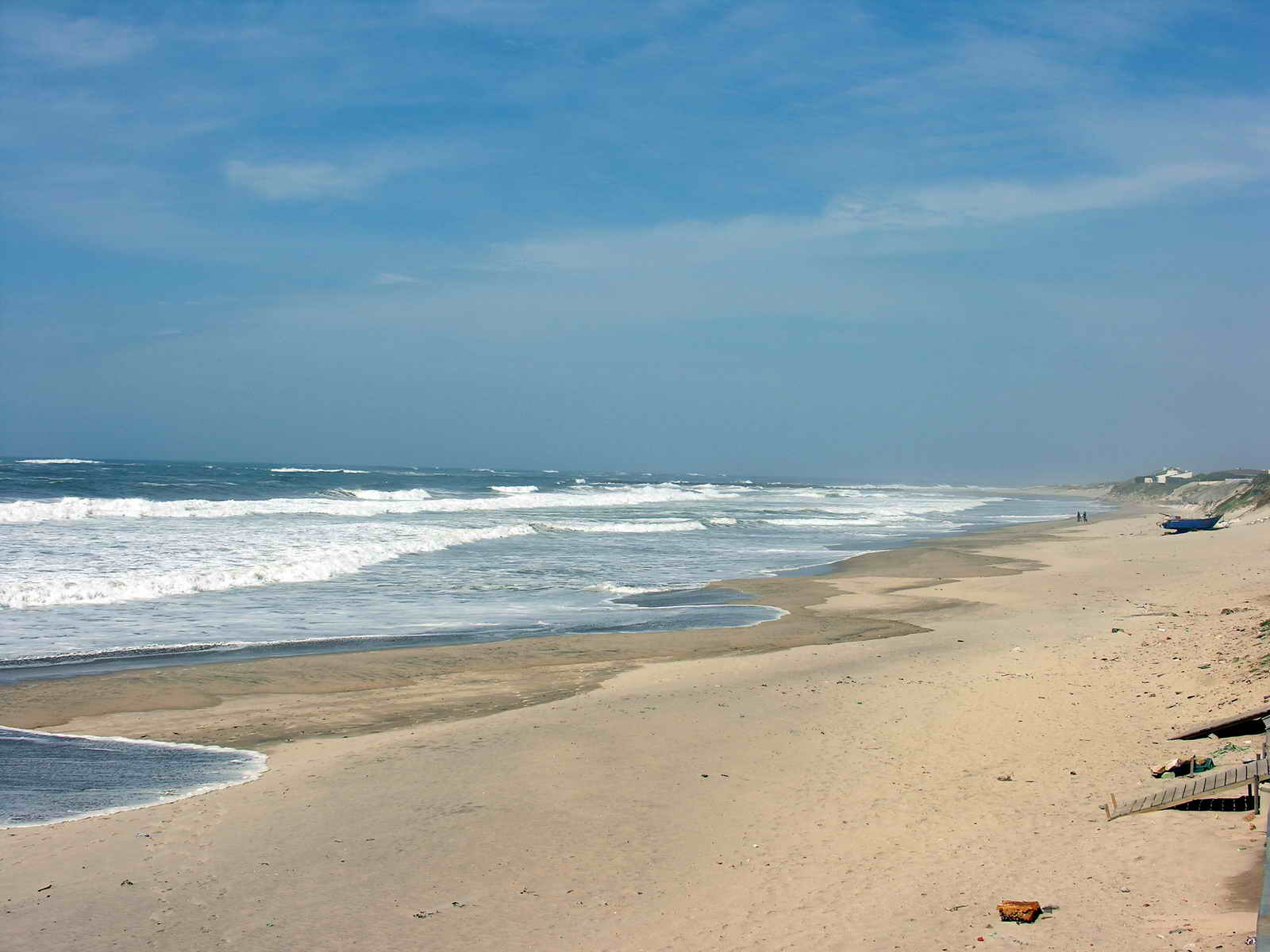
Die Praia de Ofir (2005)

Der portugiesische Regisseur João Canijo drehte den Film Anfang 2021 über einen Zeitraum von zwölf Wochen im Hotel Parque do Rio an der Praia de Ofir an der Atlantikküste, während der zweiten Welle der COVID-19-Pandemie in Portugal. Parallel entstand mit Mal Viver (Bad Living) ein zweiter Spielfilm, der die weiblichen Mitglieder der Hotelbesitzerfamilie in den Fokus rückt. Laut einem Produzenten des Films soll es sich vom Ton und Inhalt her um „zwei völlig unterschiedliche Filme“ handeln. „Der eine wird interessanter, wenn man den anderen sieht“, erklärte der Produzent.
Für sein Drehbuch über die Hotelgäste ließ sich Regisseur Canijo von Stücken August Strindbergs inspirieren, die ihm als paradigmatische Beispiele für verschiedene Formen des Egoismus dienten. Dabei handelte es sich um die Komödie in einem Akt Mit dem Feuer spielen (1892), Der Pelikan (1907, auch als Der Scheiterhaufen bekannt) und Moderskärlek (1900). Mit dem Feuer spielen handelt von einem Ehemann, der sich in seiner Beziehung zu seiner Frau nicht mehr festlegen kann. Als er spürt, dass er sie verlieren könnte, erkennt er, dass er sie doch noch liebt. Der Pelikan stellt eine anmaßende und selbstsüchtige Mutter ins Zentrum. Sie geht so weit, die Heirat ihrer Tochter voranzutreiben, um die Liebesaffäre mit ihrem zukünftigen Schwiegersohn heimlich weiterverfolgen zu können. Moderskärlek behandelt eine weitere Mutterfigur, die ihr Kind daran hindert, Liebe zu erfahren, indem sie ihre Wünsche und Vorstellungen auf das Leben der Tochter projiziert. Die Stücke dienten Canijo nur als Inspirationsquelle und wurden nicht direkt für die Leinwand adaptiert. Er übertrug lediglich deren Motive frei in die heutige Zeit.
Produziert wurden beide Filme von Pedro Borges für Midas Filmes. Ebenfalls in der Produktion mitinvolviert war die französische Gesellschaft Les Films de l'Après-Midi. Ebenfalls unterstützt wurde das Projekt vom Instituto do Cinema e do Audiovisual (ICA), vom Fonds für Tourismus und Kino und der Beteiligung von dem öffentlichen Sender RTP1. Für Kamera und Schnitt zeichneten Leonor Teles beziehungsweise João Braz verantwortlich. Sowohl in Viver Mal als auch Mal Viver treten einige der renommiertesten Schauspieler des zeitgenössischen portugiesischen Kinos in Erscheinung. Zum Schauspielensemble als Hotelgäste gehören Nuno Lopes, Filipa Areosa, Leonor Silveira, Rafael Morais, Lia Carvalho, Beatriz Batarda, Carolina Amaral und Leonor Vasconselos. In Nebenrollen als Hotelpersonal sind Anabela Moreira, Rita Blanco, Madalena Almeida, Cleia Almeida und Vera Barreto zu sehen, die in Mal Viver wiederum die Hauptrollen bekleiden. Dabei handelte es sich um einige der renommiertesten Darsteller des zeitgenössischen portugiesischen Kinos.

## Veröffentlichung

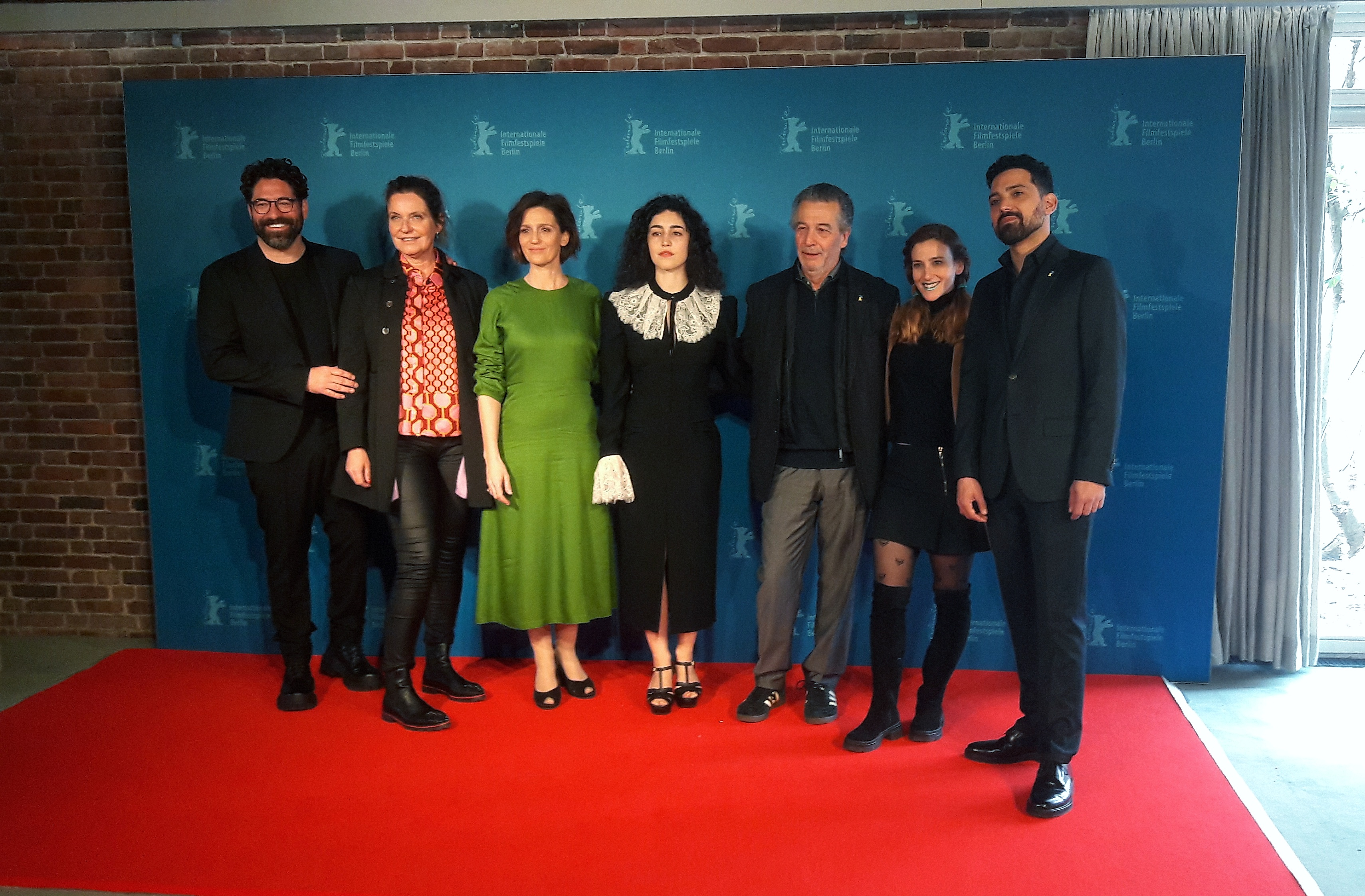
Regisseur und Cast bei der Premiere in der Akademie der Künste

Die Premiere des Films erfolgte am 23. Februar 2023 bei den Internationalen Filmfestspielen Berlin, wo das Werk in die Sektion Encounters aufgenommen wurde.
Der portugiesische Kinostart von Viver Mal als auch Mal Viver wurde auf den 11. Mai 2023 festgelegt. Um den Vertrieb und den Verkauf der internationalen Verwertungsrechte kümmert sich Portugal Film – Agência Internacional de Cinema Português.

## Auszeichnungen
Viver Mal erhielt eine Nominierung für den Filmpreis der Berlinale-Sektion Encounters. Gleichzeitig wurde Mal Viver in den Wettbewerb um den Goldenen Bären genommen, den Hauptpreis des Festivals. Dies war bis dahin noch keinem Filmemacher gelungen. Auch gelangte Canijos Regiearbeit in die Auswahl für den LGBTIQ-Preis Teddy Award.